# Kemuel
Kemuel é um grupo cristão, com influências do gospel norte americano e da música cristã contemporânea como Hilsong United e Kirk Franklin. Sob a liderança do pastor David Marx, tem se destacado no meio gospel, sendo considerado um dos mais relevantes grupos vocais do cenário cristão tanto nacionalmente quanto internacionalmente. O grupo já passou por várias formações e atualmente conta com cinco cantores. O grupo já lançou 4 CDs. Em 2017 assinou contrato com a Sony Music e hoje também conta com AmpliudeA.

## História
Nascido em 2007, o  Kemuel é um grupo interdominacional tendo vários cantores de várias igrejas, o grupo já chegou a ter 80 cantores, 30, 15 e hoje conta com 5, sempre liderados por David Marx. Kemuel significa "Congregação de Deus".
Em 2015, o coral lançou o CD Clássicos, que conta com a releitura de vários hinos tradicionais. Em 2016, o grupo fez parte da trilha sonora do filme Deus Não Está Morto 2 com a canção “Quão Grande És Tu”.
O grupo tem ganhado espaço com vários vídeos acústicos em seu canal no YouTube, onde possuem milhões de visualizações e seguidores.

## Integrantes

### Soprano
- Priscila Padilha de Oliveira (nascida em 25/10/1995, em belém, Pará) seu verdadeiro nome é Priscila Padilha de Oliveira, mas por não gostar muito do sobrenome PADILHA resolveu adotar o nome de Priscila Olly. Ela é uma cantora Soprano de música cristã, brasileira. Entrou no coral após o líder do grupo, David Marx, receber um vídeo seu  cantando uma música bastante aguda. Logo ele se interessou pela voz de Priscila e entrou em contato com ela para caso tivesse interesse poderia falar com ele... e atualmente mora em Itu, interior de São Paulo junto com os outros integrantes e está no coral há 6 anos, Priscila possui uma extensão vocal incrível como se pode notar nas músicas em que sola "Se Liga", "Eu Navegarei", "Faça Morada", "Esperança", "Ressuscitou", "Fome de amor" e “O Teu Amor" do coral.

### Contraltos
- Eliane Marx:  (nascida dia 27/04/1978) esposa de David Marx, faz contralto no Kemuel. Eliane tem uma  voz suave e grave, sola em  "A Melhor Oração/Senhor Põe um anjo aqui" "Ressuscitou" e no ensaio de ''Fome de amor" demonstrou notória agilidade para introduzir emceeingl na canção. Eliane também solou em  dos vídeos do quadro "Carro Kemuel" na música A Casa é Sua, do grupo Casa Worship.

### Tenores
- Beresix: (Nascido dia 03/09/85) seu verdadeiro nome é Genilson Costa mas preferiu adotar o nome Beresix. Ele veio junto com a integrante do Kemuel Priscila Olly, no caso dele foi meio que uma coincidência, pois a mãe de Priscila havia dito que ela só poderia ir se Beresix fosse com ela e ao chegar na casa Kemuel, David Marx perguntou a ele se sabia cantar e ele disse que sim, nisso David gostou de sua voz também e o colocou no grupo. Beresix canta desde os seus 3 anos de idade.

- Heric Tolentino:(Nascido 24/06/1993) Presente desde as primeiras formações , ótimo cantor assim como todos do grupo, ele sola em "Quando Jesus Estendeu a Sua Mão", do CD Clássicos,  no ensaio de "Fé", na música ressuscitou, canta a música Me Alcançou e sola em algumas outras músicas entrou no grupo por meio de um show feito em sua igreja, em que cantou com o grupo pela primeira vez e então David gostou de sua voz e pegou o número dele para caso algum dia quisesse que ele entrasse ligaria, um ano depois pediu para os pais o levarem até Itu para fazer um teste e deste dia em diante Heric nunca mais saiu do grupo.

- David Marx :(nascido 25/11/1984) fundador e líder do grupo, junto com a contralto Eliane Marx fundaram o grupo em 2007.. são casados e tem um filho (Tom Marx) que lançou uma música recentemente. THIS IS LOVE.. pastor David desde criança já era líder de louvor, e conta que Deus já havia falado sobre seus planos para a vida dele.... Pastor David sola nas músicas: Ressuscitou, Oceanos, canta minh`alma (ensaio) , Jericó, aba ( carro kemuel) etc.

## Ex integrantes

### Sopranos
- Ludi : (22 de dezembro de 1997, São João de Iracema, São Paulo) é uma cantora de música cristã e estudante de moda brasileira. Possui um timbre bem leve,e diferente mas também alcança notas agudíssimas. Música em que sola: "Em Fervente Oração". Anunciou sua saída do Kemuel em julho de 2018. Hoje em 2019 lançou sua música SEU AMOR juntamente com Isaias Saad e se prepara para lançar as próximas
- Aline Lana: (26 de Junho de 1998, São Bernardo do Campo, São Paulo) é uma cantora Soprano de música cristã, brasileira. Possui uma voz potente como nota-se na versão acústica de "Fome de Amor". Saiu juntamente com Ludmila em julho de 2018.
- Camila Braunna[4]: (01 de Janeiro de 1990, Rio de Janeiro, Capital) é Cantora/Atriz de Teatro Musical, integrante do Reder Cicus como cantora, tem uma longa extensão do grave ao agudo e uma grande experiência em palcos e show internacional. Congrega no Ministério Crescendo na Unção a 12 anos. Saiu do kemuel em 2016 prosseguindo com sua carreira de Cantora/Atriz
- Gisele Gogoi, Isabela Barbosa/Camila Braunna/Gabrielle Ferreira/Sarah Bruna/Letícia Soares/

### Contraltos
Lucas Samuel/Anne Gabrielle, /Ericka Nascimento/Vanessa Nunes/Sendy Sena/Altair Ferreira

### Tenores
- Leone Sena/Paulo Zuckini/Fernando Godoi/Lucas Diniz/Jhour Bayron

## Polêmicas
Em 2020 ex-integrantes revelaram descontentamento com as condições de trabalho. Elisangela contou em redes sociais que foi vítima de racismo, tendo sido rejeitada por causa de suas características físicas. No começo de 2021 Ludi denunciou abuso financeiro e psicológico, alegando ter sido explorada financeiramente pelo grupo, que a ameaçava para não seguir carreira-solo.

## Discografia

### Álbuns de estúdio
- 2008: Sacrifício
- 2011: Coral Kemuel
- 2013: Qual é a Sua Escolha?
- 2015: Coral Kemuel: Clássicos
- 2018: Kemuel Worship l
- 2019: Kemuel Nation

### Extended Play (EP)
- 2016: Kemuel: Live Session
- 2016: Kemuel: Acústico
- 2017: Kemuel: Sony Music Live
- 2017: Kemuel: Deezer Apresenta
- 2020: Filhos Acústico

### Álbuns ao vivo
- 2019: Filhos
- 2020: Filhos lado b

## Prêmios e indicações
| Ano  | Prêmio                  | Categoria             | Trabalho                                 | Resultado |
| ---- | ----------------------- | --------------------- | ---------------------------------------- | --------- |
| 2017 | Troféu Gerando Salvação | Banda ou Grupo        | Kemuel                                   | Venceu    |
| 2018 | Troféu Gerando Salvação | Banda ou Grupo        | Kemuel                                   | Venceu    |
| 2018 | Troféu Gerando Salvação | Live                  | "Oh Quão Lindo Esse Nome É"              | Venceu    |
| 2019 | Troféu Gerando Salvação | Música do Ano         | "Aba"                                    | Indicado  |
| 2019 | Troféu Gerando Salvação | Banda, grupo ou Dupla | Kemuel                                   | Venceu    |
| 2019 | Troféu Gerando Salvação | Feat. do Ano          | "Cadeias Quebrar / As Trevas Estremecem" | Indicado  |
| 2019 | Troféu Gerando Salvação | Feat. do Ano          | "Aba"                                    | Indicado  |
| 2019 | Troféu Gerando Salvação | Feat. do Ano          | "Comigo"                                 | Venceu    |